# Étrelles-sur-Aube
Pour les articles homonymes, voir Étrelles (homonymie).
Étrelles-sur-Aube est une commune française, située dans le département de l'Aube en région Grand Est.

## Géographie

### Localisation
|               | Granges-sur-Aube Marne |                      |
| Bagneux Marne | Étrelles-sur-Marne     | Longueville-sur-Aube |
| Clesles Marne | Saint-Oulph            |                      |

### Topographie
Si l'étymologie viendrait du latin Stratella dérivant de starta publica pour les voies romaines, il n'en a été trouvé aucune mention écrite. Straellas dans une bulle de 1165. Un décret du 4 février 1919 permettait l'ajout de 'sur-Aube.
Parmi les écarts, il y avait : les Carrés, la Grosse-Borne, le bois des Orphelins, Saint-Laurent, la Tomelle au cadastre de 1810.

### Hydrographie
La commune est dans la région hydrographique « la Seine de sa source au confluent de l'Oise (exclu) » au sein du bassin Seine-Normandie. Elle est drainée par l'Aube, la Noue Froide, l'Aube, la noue du Livon, le ruisseau de Sodoyere et divers autres petits cours d'eau,.
L'Aube, d'une longueur de 249 km, prend sa source dans la commune d'Auberive et se jette  dans la Seine à Marcilly-sur-Seine, après avoir traversé 82 communes. 

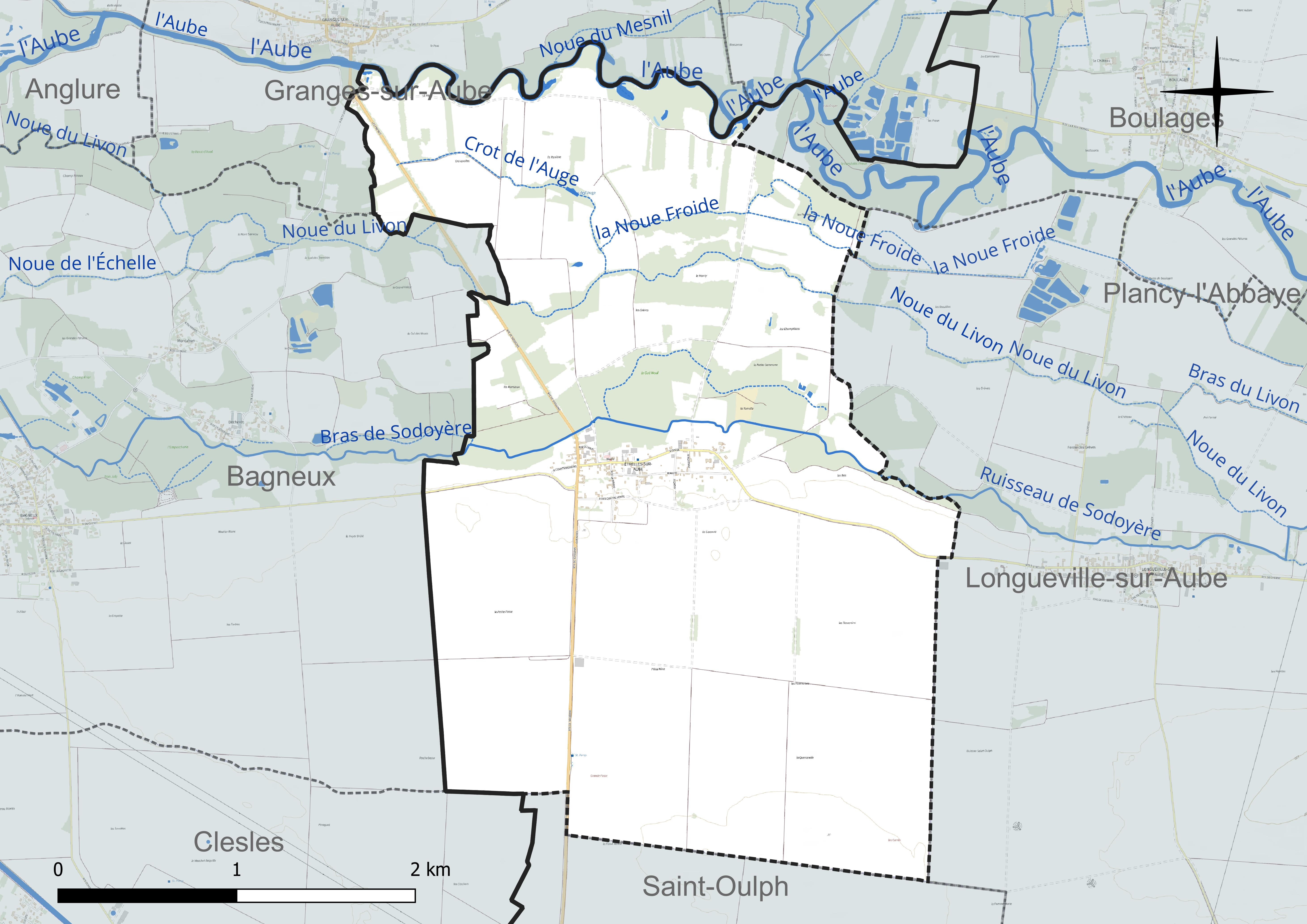
Réseau hydrographique d'Étrelles-sur-Aube.

### Climat
Pour des articles plus généraux, voir Climat du Grand Est et Climat de l'Aube.
En 2010, le climat de la commune est de type climat océanique dégradé des plaines du Centre et du Nord, selon une étude du Centre national de la recherche scientifique s'appuyant sur une série de données couvrant la période 1971-2000. En 2020, Météo-France publie une typologie des climats de la France métropolitaine dans laquelle la commune est exposée à un climat océanique altéré et est dans la région climatique  Nord-est du bassin Parisien, caractérisée par un ensoleillement médiocre, une pluviométrie moyenne régulièrement répartie au cours de l’année et un hiver froid (3 °C). 
Pour la période 1971-2000, la température annuelle moyenne est de 10,7 °C, avec une amplitude thermique annuelle de 16 °C. Le cumul annuel moyen de précipitations est de 669 mm, avec 11,2 jours de précipitations en janvier et 7,5 jours en juillet. Pour la période 1991-2020, la température moyenne annuelle observée sur la station météorologique de Météo-France la plus proche, « Romilly », sur la commune de Romilly-sur-Seine à 12 km à vol d'oiseau, est de 11,2 °C et le cumul annuel moyen de précipitations est de 619,5 mm. 
La température maximale relevée sur cette station est de 42,3 °C, atteinte le 25 juillet 2019 ; la température minimale est de −25,2 °C, atteinte le 6 janvier 1971,,. 
Les paramètres climatiques de la commune ont été estimés pour le milieu du siècle (2041-2070) selon différents scénarios d'émission de gaz à effet de serre à partir des nouvelles projections climatiques de référence DRIAS-2020. Ils sont consultables sur un site dédié publié par Météo-France en novembre 2022.

## Urbanisme

### Typologie
Au 1er janvier 2024, Étrelles-sur-Aube est catégorisée commune rurale à habitat dispersé, selon la nouvelle grille communale de densité à 7 niveaux définie par l'Insee en 2022.
Elle est située hors unité urbaine. Par ailleurs la commune fait partie de l'aire d'attraction de Romilly-sur-Seine, dont elle est une commune de la couronne,. Cette aire, qui regroupe 26 communes, est catégorisée dans les aires de moins de 50 000 habitants,.

### Occupation des sols
L'occupation des sols de la commune, telle qu'elle ressort de la base de données européenne d’occupation biophysique des sols Corine Land Cover (CLC), est marquée par l'importance des territoires agricoles (82,4 % en 2018), en augmentation par rapport à 1990 (80,6 %). La répartition détaillée en 2018 est la suivante : 
terres arables (61,5 %), forêts (14,2 %), prairies (11,8 %), zones agricoles hétérogènes (9,2 %), zones urbanisées (3,4 %). L'évolution de l’occupation des sols de la commune et de ses infrastructures peut être observée sur les différentes représentations cartographiques du territoire : la carte de Cassini (XVIIIe siècle), la carte d'état-major (1820-1866) et les cartes ou photos aériennes de l'IGN pour la période actuelle (1950 à aujourd'hui).

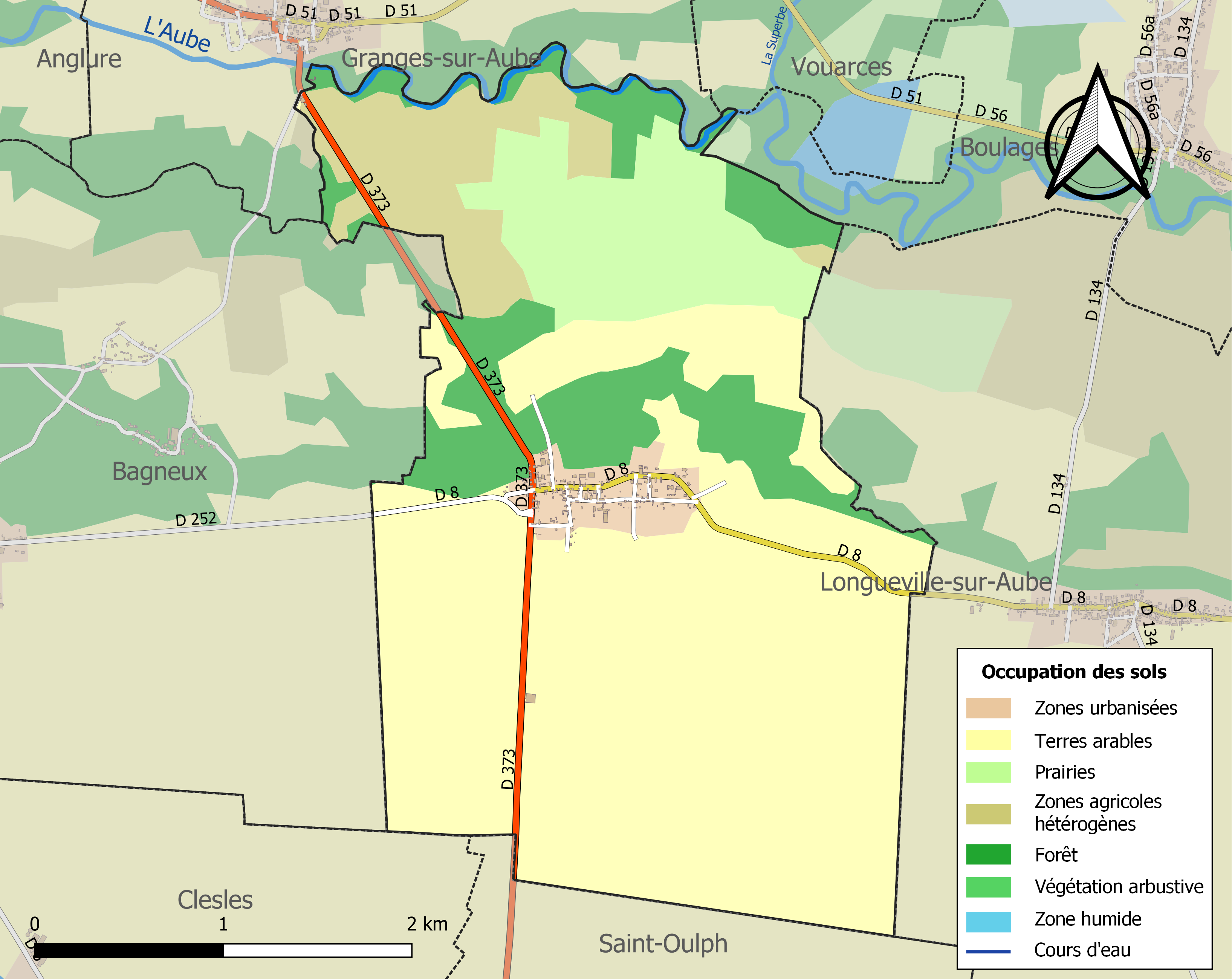
Carte des infrastructures et de l'occupation des sols de la commune en 2018 (CLC).

## Histoire
La terre d'Étrelles dépendait de la seigneurie de Plancy. Fin XVIIIe siècle il y avait quatorze métiers à bas et sept à filer le coton.
En 1789, Étrelles dépendait de l'intendance et de la généralité de Châlons-sur-Marne, de l'élection de Troyes et du bailliage de Sens.

## Politique et administration
| Période                                  | Période  | Identité         | Étiquette | Qualité                             |
| ---------------------------------------- | -------- | ---------------- | --------- | ----------------------------------- |
| mars 2001                                | mai 2020 | Patrice Corpelet |           | Retraité de l'enseignement          |
| mai 2020                                 | en cours | Gilbert Mallet   |           | Professeur, profession scientifique |
| Les données manquantes sont à compléter. |          |                  |           |                                     |

## Démographie
L'évolution du nombre d'habitants est connue à travers les recensements de la population effectués dans la commune depuis 1793. Pour les communes de moins de 10 000 habitants, une enquête de recensement portant sur toute la population est réalisée tous les cinq ans, les populations de référence des années intermédiaires étant quant à elles estimées par interpolation ou extrapolation. Pour la commune, le premier recensement exhaustif entrant dans le cadre du nouveau dispositif a été réalisé en 2006.

En 2022, la commune comptait 157 habitants, en évolution de +0,64 % par rapport à 2016 (Aube : +0,7 %, France hors Mayotte : +2,11 %).
| 1793 | 1800 | 1806 | 1821 | 1831 | 1836 | 1841 | 1846 | 1851 |
| ---- | ---- | ---- | ---- | ---- | ---- | ---- | ---- | ---- |
| 201  | 228  | 238  | 230  | 281  | 281  | 286  | 294  | 285  |

| 1856 | 1861 | 1866 | 1872 | 1876 | 1881 | 1886 | 1891 | 1896 |
| ---- | ---- | ---- | ---- | ---- | ---- | ---- | ---- | ---- |
| 298  | 278  | 263  | 250  | 222  | 228  | 233  | 239  | 228  |

| 1901 | 1906 | 1911 | 1921 | 1926 | 1931 | 1936 | 1946 | 1954 |
| ---- | ---- | ---- | ---- | ---- | ---- | ---- | ---- | ---- |
| 207  | 205  | 198  | 185  | 176  | 191  | 171  | 178  | 179  |

| 1962 | 1968 | 1975 | 1982 | 1990 | 1999 | 2006 | 2011 | 2016 |
| ---- | ---- | ---- | ---- | ---- | ---- | ---- | ---- | ---- |
| 162  | 140  | 127  | 147  | 132  | 125  | 130  | 147  | 156  |

| 2021 | 2022 | - | - | - | - | - | - | - |
| ---- | ---- | - | - | - | - | - | - | - |
| 156  | 157  | - | - | - | - | - | - | - |

## Culture locale et patrimoine

### Lieux et monuments
La paroisse avait un prieuré-cure qui dépendait de du doyenné d'Arcis et de l'abbaye de Chantemerle. Une bulle de 1165 mentionne apud Straellas comme possession de l'abbaye. L'église sous le vocable de l'Assomption est du XIIe siècle. La fenêtre orientale et les verrières sont du XVIe siècle. La verrière représente La scène de rencontre à la porte dorée qui est incomplète et  Saint-Nicolas. Elles sont incomplètes, restaurée et avec des parties de réemploi.
- Église de l'Assomption d'Étrelles-sur-Aube.